# 恒河三角洲

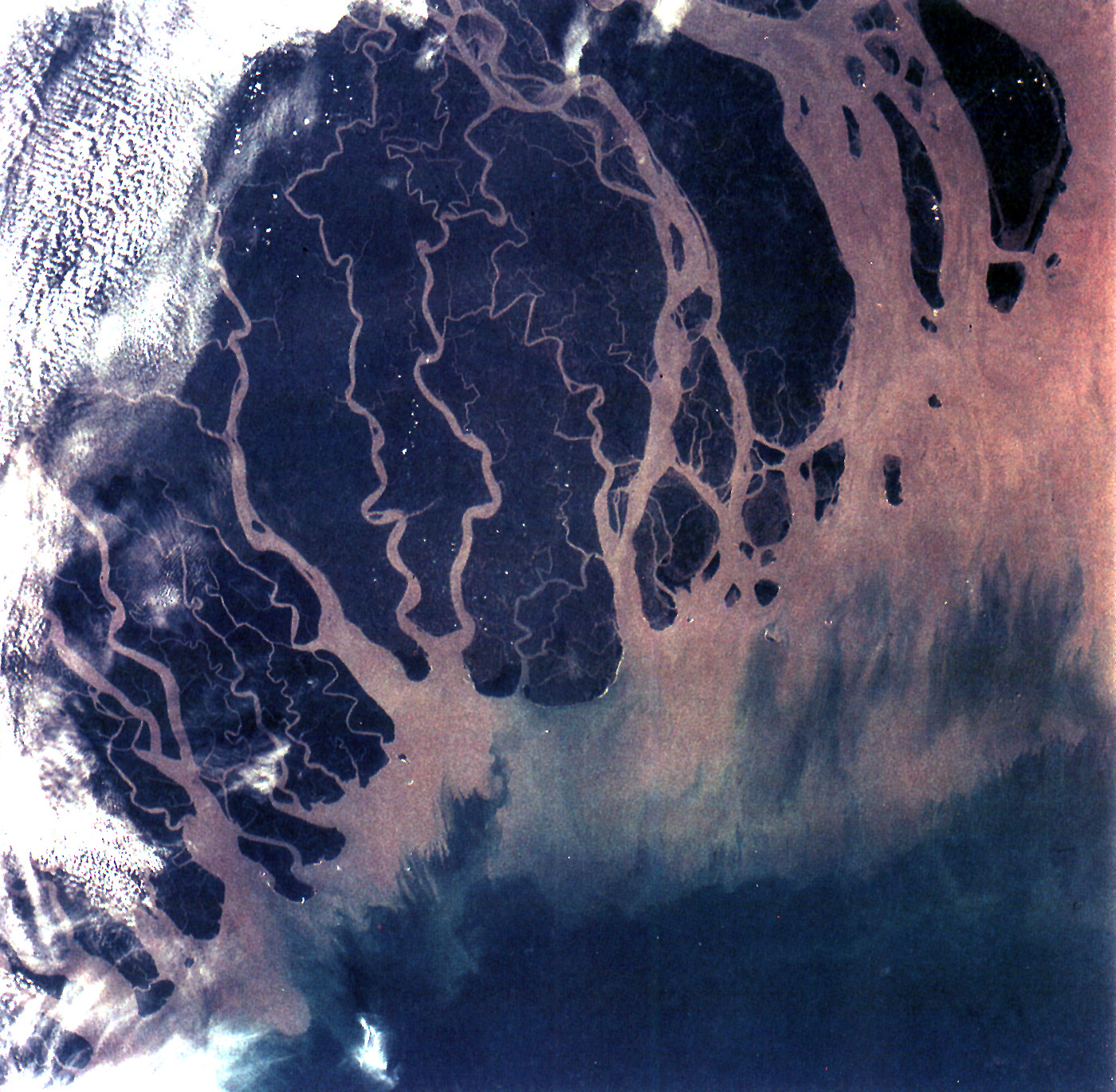
恒河三角洲

恒河三角洲，即恒河口，又名恒河-布拉马普特拉河三角洲或孟加拉三角洲）是一个河口三角洲，位于南亚孟加拉地区，涵盖了孟加拉国和印度西孟加拉邦，是世界上最大的河口三角洲，河流注入孟加拉湾。恒河三角洲也是世界上最肥沃的区域之一，享有绿色三角洲的美誉。恒河三角洲西起胡格利河，东到梅克納河，横跨孟加拉湾约350公里。三角洲地区的主要海港包括印度加尔各答、海尔迪亚，以及孟加拉国孟拉港。

## 形状与构成

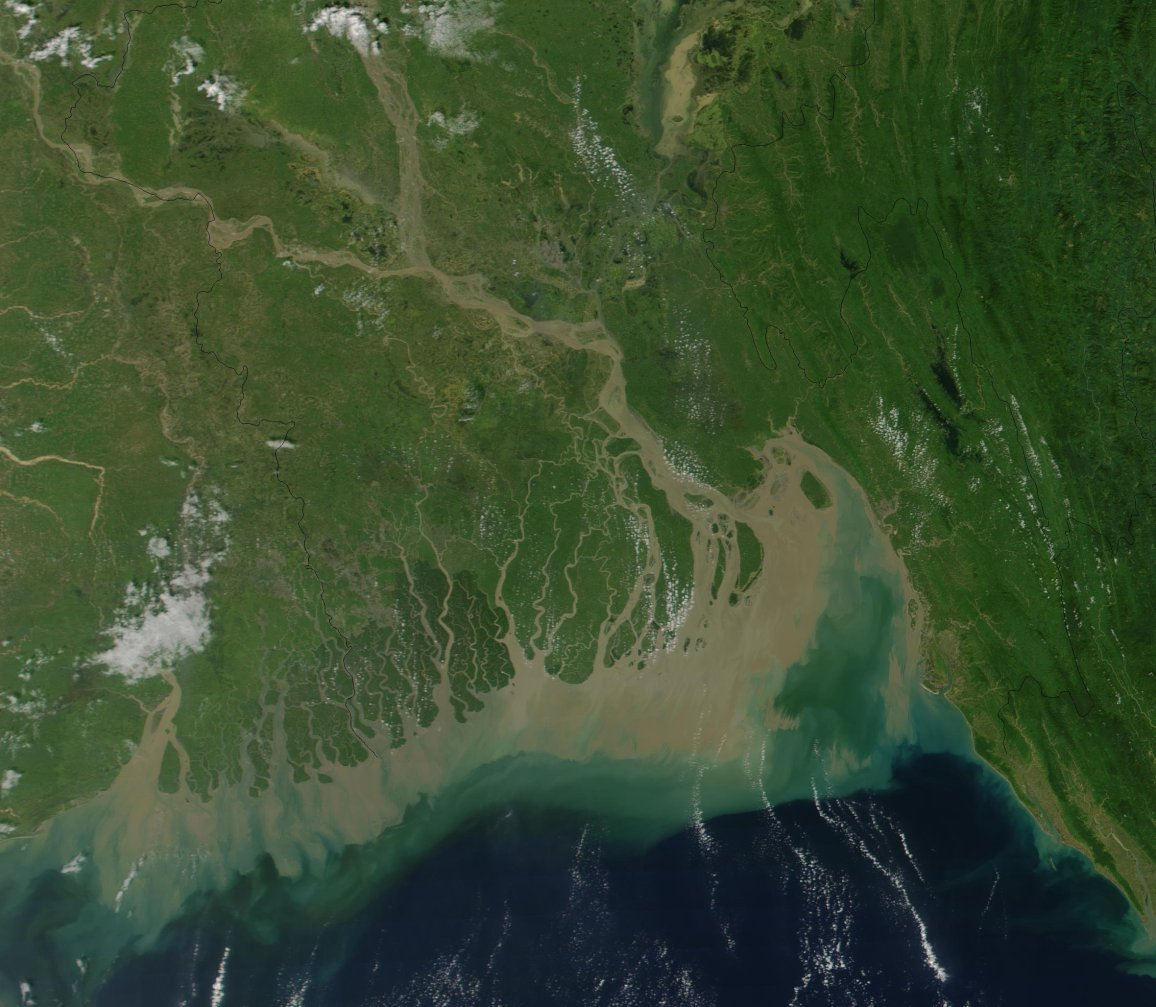
恒河三角洲的水系

恒河三角洲的形状呈三角形，被认为是一个“弓形”三角洲。其面积超过105,000平方公里。尽管三角洲本身主要位于孟加拉国和印度，但是其北方的不丹、中国和尼泊尔的河流都汇入这里。三角洲约三分之二的面积在孟加拉国境内。三角洲大部分由沖積土构成，向东则转变成红色或红黄色的红土。土壤中包含大量的营养和矿物质，非常有利于农耕。
恒河三角洲由迷宫般的河流、沼泽、湖泊和洪积平原所组成。恒河三角洲可分为2部分：东部（活跃区域）和西部（不活跃区域）。

## 历史
15世纪时，恒河与布拉马普特拉河在非常靠北的位置入海。恒河主流流经今加尔各答（Calcutta）；而1785年时，布拉马普特拉河在今孟加拉国的迈门辛入海。后来两条河的主流在广阔的三角洲上发生了大幅度的变迁，恒河主流不断东移，而布河主流则向西足足迁徙了60多公里，并最终与恒河汇合成一条入海水道。

## 人口
尽管面临以下的危险：季风引发的洪水、从喜马拉雅山脉奔流而下的融化的冰雪、还有可怕的热带气旋，三角洲上还是挤住着1.15亿到1.43亿的人口。孟加拉国的很大一部分都位于恒河三角洲上，该国许多人依靠三角洲生存。
恒河三角洲共供养着超过3亿的人口，而住在恒河盆地的人口大约有4亿，这是世界上人口最稠密的大河流域。恒河三角洲大部分地区的人口密度超过2000人/km²，是地球上人口最密集的地区之一。

## 农业和渔业
大约三分之二的孟加拉人从事农业，在三角洲肥沃的泛滥平原上种植农作物。恒河三角洲的主要农作物有黄麻、茶叶和水稻。渔业也是三角洲地区一个重要的活动，鱼类是该地区许多人主要的食物来源。

## 旋风和洪水
1970年11月，20世纪最致命的热带气旋袭击了恒河三角洲地区。
另一次旋风在1991年袭击了恒河三角洲，造成大约138,000人死亡。—见1991年孟加拉氣旋。

## 气候
恒河三角洲主要属于热带湿润气候区，西部的年降水量有1.5到2 米，而东部则要达到2-3 米。一年中最冷的月份是一月，最热的月份是四月和五月。一月平均气温为14- 25 °C，四月平均气温为25-35 °C。6月是最潮湿的月份，平均降水量达到330 mm。（平均气温系加尔各答）

## 动植物
恒河三角洲的濒危动物有孟加拉虎、印度蟒、云豹、亚洲象和鳄鱼，它们都生活在孙德尔本斯国家公园。据信大约有1,020只孟加拉虎栖息在孙德尔本斯。
在恒河三角洲的孙德尔本斯估计有30,000头梅花鹿。在三角洲发现的鸟类有翠鸟、鹰、山鹑、啄木鸟和知更鸟。在三角洲能发现2种江猪：伊洛瓦底江猪和恒河江猪。伊洛瓦底江猪不是真正的江猪，只是从孟加拉湾进入三角洲。恒河海豚是一种真正的江猪，但是已经极为罕见，属于濒危动物。

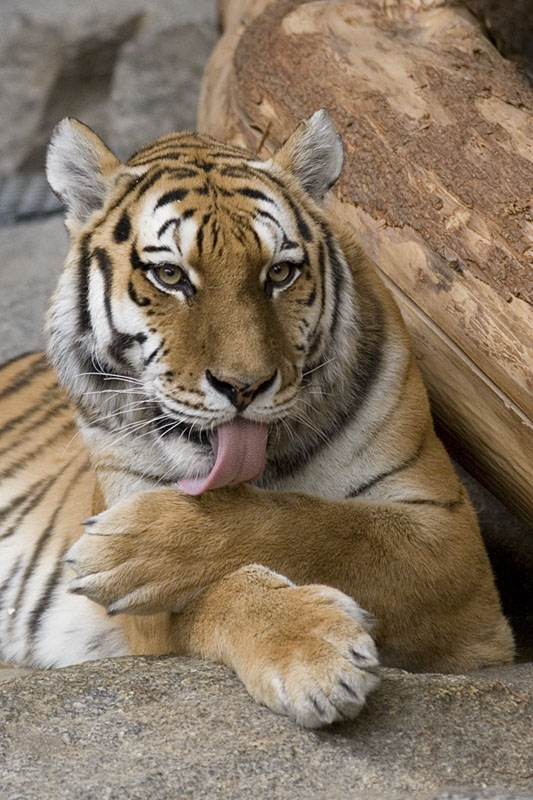
孟加拉虎

恒河三角洲的树种有

## 前景
未来恒河三角洲居民将要面临的最大的挑战之一是海平面上升带来的威胁，这主要是由于该地区地面沉降，部分是由于气候改变。海平面上升50厘米就能造成孟加拉国600万人失去他们的家园。温度升高也将给恒河三角洲带来更严重的洪水，因为喜马拉雅山脉的积雪和冰川的融化速度将会增快。